# Alexander Haubold Marschall von Bieberstein
Alexander Haubold Marschall von Bieberstein (* 1635; † 1694) war sachsen-weißenfelsischer Obrist, Kommandant der Festungen Heldrungen und Querfurt, Amtshauptmann der Herrschaft Heldrungen auf Schloss Heldrungen und Rittergutsbesitzer in Bretleben und Artern.
Er war einer der Söhne von Alexander Marschall von Bieberstein. Am 5. Januar 1685 kaufte er für 1000 Gulden das verschuldete Rittergut in der Altstadt von Artern (später Unterhof genannt) nebst Ritteburg von der Familie von Göttfort. Zusätzlich zu seinen beiden Rittergütern hatte er von der Familie von Trebra deren Lehnstücke in Oberheldrungen gepfändet.
Als Mitglied der Fruchtbringenden Gesellschaft erhielt er den Namen „der Scharfe“.
Sein Bruder Leonhardt Marschall von Bieberstein hinterließ den unmündigen Sohn Julius Heinrich Marschall von Bieberstein, der von Alexander Haubold  Kindesstatt angenommen wurde.
In der Kirche in Bennstedt befindet sich ein aufwändiges Epitaph für ihn und seine Frau Christiane Sybille († 1691).